# Resolució 928 del Consell de Seguretat de les Nacions Unides
La Resolució 928 del Consell de Seguretat de les Nacions Unides fou adoptada per unanimitat el 20 de juny de 1994. després de reafirmar les resolucions 812 (1993), 846 (1993) i 891 (1993) sobre la situació a Ruanda, el Consell va subratllar la necessitat de continuar aplicant l'embargament d'armes al país imposat a la Resolució 918 (1994) i va ampliar la mandat de la Missió d'Observadors de les Nacions Unides a Ruanda (UNOMUR) per un període final de tres mesos fins al 21 de setembre de 1994.
El Consell va acordar que la retirada de la UNOMUR es realitzés en fases, demanant a l'informe del Secretari General Boutros Boutros-Ghali sobre la rescissió de la UNOMUR abans de completar el seu mandat. Es va expressar una valoració al Govern d'Uganda per la seva cooperació amb la UNOMUR, destacant la importància continuada de la cooperació.
La resolució també va destacar que la qüestió dels fluxos d'armes a la regió era de gran preocupació.